# Tarek Mitri
Tarek Mitri (ur. 16 września 1950 r. w Trypolisie) – prawosławny polityk libański i wykładowca uniwersytecki.

## Sylwetka
Tarek Mitri ukończył filozofię na Uniwersytecie Amerykańskim w Bejrucie, a następnie zdobył doktorat z nauk politycznych na Uniwersytecie Paryskim. Jako naukowiec zajmuje się zawodowo problematyką relacji chrześcijańsko-islamskich oraz ich aspektów kulturowych, historycznych i społecznych.
W 2005 r. kierował libańskim ministerstwem ds. reformy administracji oraz resortem środowiska. W latach 2005–2008 był ministrem kultury, a następnie stał na czele ministerstwa informacji (2008–2011).

## Wybrane publikacje
- (Ed.) Religion, Law and Society, A Christian-Muslim Discussion, WCC/KOK Pharos, Geneva/Amsterdam, 1995.
- (Ed.) Religion and Human Rights, A Christian-Muslim Discussion, WCC, Geneva, 1997.
- Au nom de la Bible, au nom de l’Amérique, Labor et Fides, Genève, 2004.
- Madinah ala Jabal, Dar Annahar, Beirut, 2004
- In Gottes Namen? Lembeck, Frankfurt am Main, 2005.